# José María Moncada Tapia
José María Moncada Tapia (nascut el 8 de desembre de 1870 en Sant Rafael del Sud, Departament de Managua, Nicaragua i mort el 23 de febrer de 1945 en Managua) va ser un educador, escriptor, periodista, militar, polític i president de Nicaragua.
Els seus pares eren agricultors d'escassos recursos i de sang espanyola. José María Montcada va fer els seus estudis de primària en el col·legi Sant Carlos de Masatepe, i els de secundària en l'Institut Nacional d'Orient, de Granada, en temps del gran professor Izaguirre, graduant-se de batxiller en 1888, als 18 anys.

## La Guerra Constitucionalista
L'11 de novembre de 1926 va prendre possessió de la presidència per tercera vegada Adolfo Díaz Recinos, conservador, fins a acabar el seu període el 31 de desembre de 1928. Díaz Recinos va enfrontar l'anomenada Guerra Constitucionalista, amb el suport de les tropes interventores nord-americanes, en la qual Montcada, amb el grau de general de divisió, va combatre en el bàndol liberal contra Díaz fins que el 4 de maig de 1927 es va acordar el cessament de la guerra en Tipitapa (departament de Managua), entre Henry L. Stimpson (secretari d'Estat dels Estats Units) i el general José María Montcada mitjançant el Pacte de l'Espino Negre, cridat així per haver-se signat sota aquest arbre. El general Augusto César Sandino va ser l'únic general liberal que es va oposar; aquesta data és coneguda també com el Dia de la Dignitat Nacional, per haver-se iniciat la lluita nacionalista de Sandino, per la qual cosa aquest va fundar l'Exèrcit Defensor de la Sobirania Nacional EDSN per combatre la intervenció militar nord-americana.

## Presidència
L'1 de gener de 1929, el general Montcada Tàpia, sota la protecció del Cos de Marines dels Estats Units, pren possessió de la presidència, un conservador lliura el govern a un liberal, (pertanyia al Partit Liberal Nacionalista PLN) mentre s'acreixien els combats a les muntanyes segovianes, també s'incrementaven les forces d'ocupació i els seus mitjans aeris, les que al costat de la recentment creada Guàrdia Nacional GN, combatien al EDSN. El mateix any Montcada va començar la construcció de la Casa Presidencial en la Lloma de Tiscapa, al costat del costat nord de la llacuna del mateix nom, a la capital Managua; el 4 de gener de 1931, va inaugurar la residència presidencial. Gairebé 3 mesos després va sofrir alguns danys pel terratrèmol del Dimarts Sant 31 de març de 1931 de les 10:23 del matí.

## El terratrèmol de 1931
El terratrèmol que va destruir a Managua va sorprendre a Montcada gaudint les vacances de Setmana Santa en la seva residència cridada Palauet de Venècia a la riba de la llacuna de Masaya. La notícia del desastre li va arribar després que la informació va recórrer un llarg periple pels sistemes militars de radi dels marines i la Tropical Ràdio, també nord-americana, que van informar a Washington DC, després a Nova York, va arribar a Sant Joan del Sud (en Rivas) per cable i per telègraf a Masatepe d'on va sortir un missatger portant la fatal notícia a aquest palauet. Montcada va arribar el mateix dia a Managua a la tarda i va instal·lar una improvisada Casa Presidencial en la residència del seu cosí i sotssecretari de Relacions Exteriors Anastasio Somoza García, (futur Cap Director de la Guàrdia Nacional i president de la república) enfront de l'ermita del Perpetu Socors, cantonada oposada al Camp de Mart; allí li van arribar les condolences de diplomàtics i caps d'estat, incloent les del Papa Pius XI, Herbert Hoover (president dels Estats Units) i les de Henry L. Stimpson.
Els marines van aplicar la llei marcial, i es va usar dinamita per detenir el foc de l'incendi. A la Casa Presidencial de la Lloma, per ordres de Montcada, se li va fer una "reparació" cosmètica ocultant les bases lesionades, raó per la qual 41 anys, 8 mesos i 23 dies després va col·lapsar parcialment pel terratrèmol del 23 de desembre de 1972.